# Lynford
 (juillet 2023).
Lynford est une paroisse civile et un village du Norfolk, en Angleterre.